# Limnophila (Hesperolimnophila) euxesta
Limnophila (Hesperolimnophila) euxesta is een tweevleugelige uit de familie steltmuggen (Limoniidae). De soort komt voor in het Nearctisch gebied.